# Carla Laemmle
Carla Laemmle, pseudonimo di Rebekah Isabelle Laemmle (Chicago, 20 ottobre 1909 – Los Angeles, 12 giugno 2014), è stata un'attrice statunitense, ricordata soprattutto per il suo ruolo nel film Il fantasma dell'opera del 1925.

## Biografia
Rebekah Isabelle Laemmle nacque a Chicago il 20 ottobre 1909 da Joseph e Carrie "Belle" Laemmle. Iniziò a studiare danza fin da giovane. Nel 1920, a causa dei problemi di salute del padre, la famiglia si trasferì in California presso lo zio, il produttore Carl Laemmle, fondatore della Universal Pictures. Nel 1925 esordì sul grande schermo interpretando una ballerina nel leggendario film Il fantasma dell'opera (1925) di Rupert Julian. Ebbe una carriera molto prolifica fra la fine degli anni venti e l'inizio degli anni trenta, apparendo anche in Il re del jazz (1930) di John Murray Anderson, e in Dracula (1931) di Tod Browning. Dopo qualche altra apparizione di scarso rilievo, all'inizio degli anni quaranta, in seguito alla morte dello zio, non trovando più ingaggi importanti, scomparve del tutto dalle scene.
Dopo oltre sessant'anni di silenzio, ricomparve a sorpresa sul grande schermo all'età di novantadue anni, interpretando in un ruolo di coprotagonista il film horror The Vampire Hunters Club (2001), diretto da Donald F. Glut. Fecero seguito numerose apparizioni in serie televisive e talk-show. Nel maggio del 2009, con la collaborazione di Daniel Kinske, pubblicò il libro autobiografico Growing up with Monsters: My Times at Universal Studios in Rhymes", nel quale parlò descrisse gli anni d'oro (fra il 1921 e il 1939) vissuti alla Universal assieme a Carl Laemmle.
Il 20 ottobre dello stesso anno, con una cerimonia all'Egyptian Theatre a Hollywood, celebrò il suo centesimo compleanno, tra parenti, amici e colleghi, quali Ray Bradbury, George Clayton Johnson, Bela Lugosi Jr., Sara Karloff e Ron Chaney, Scott MacQueen, Gloria Stuart, il critico Leonard Maltin e l'attore e allora governatore della California Arnold Schwarzenegger. Ancora in ottima salute e attiva nonostante l'età avanzata, nel 2013 interpretò il film, (A Sad State of Affairs, di Matthew A. Lanoue), a 103 anni. Nel 2014 girò ancora alcune scene per il film Mansion of Blood, di Gary Busey e The Extra, di Mike Donahue stabilendo un record. Con i suoi 90 anni di carriera, nonostante una lunga interruzione di circa sessant'anni, è considerata l'attrice cinematografica con la carriera più lunga.
È deceduta a Los Angeles il 12 giugno 2014, a 104 anni d'età.

## Filmografia
- Il fantasma dell'Opera (The Phantom of the Opera), regia di Rupert Julian - non accreditata (1925)
- Schiavi (Topsy and Eva), regia di Del Lord (1927)
- La capanna dello zio Tom (Uncle Tom's Cabin), regia di Harry A. Pollard (1927)
- The Gate Crasher, regia di William James Craft (1928)
- La canzone di Broadway (The Broadway Melody), regia di Harry Beaumont (1929)
- Hollywood che canta (The Hollywood Revue of 1929), regia di Charles Reisner (1929)
- Il re del jazz (The King of Jazz), regia di John Murray Anderson e (non accreditato) Pál Fejös (1930)
- Dracula, regia di Tod Browning (1931)
- Mystery of Edwin Drood, regia di Stuart Walker - non accreditata (1935)
- The Adventures of Frank Merriwell, regia di Clifford Smith e Lew Landers (1936)
- On Your Toes, regia di Ray Enright - non accreditata (1939)
- The Vampire Hunters Club, regia di Donald F. Glut (2001)
- Pooltime, regia di Mike Donahue (2010)
- A Sad State of Affairs, regia di Matthew A. Lanoue (2013)
- The Extra, regia di Mike Donahue (2013)
- Mansion of Blood, regia di Mike Donahue (2014)